# Timoleon Filimon
Timoleon Filimon (řecky Τιμολέων Φιλήμων; 1833 Nafplio – 7. března 1898 Atény) byl řecký novinář, politik, intelektuál a učitel krále Jiřího I. Byl jedním ze zakládajících členů Řecké historické a etnologické společnosti a generálním sekretářem organizačního výboru Letních olympijských her 1896.

## Biografie

### Studia a počátek kariéry
Narodil se v roce 1833 v Nafplionu Ioannisu Filimonovi, nakladateli, spisovateli a členu spolku Filiki Eteria. Vystudoval práva na univerzitě v Aténách, ale začal se věnovat žurnalistice v novinách Aion, které patřily jeho otci, a v roce 1856 převzal vedení jejich redakce. O rok později byl odsouzen na tři měsíce do vězení za urážku krále Oty I. Později se stal tajemníkem výboru, který předal řeckou královskou korunu novému králi Jiřímu, princi dánskému. Jako jeho tajemník a učitel pak působil až do roku 1867.

### Politická kariéra
V roce 1867 kandidoval v parlamentních volbách v okrsku Attika, ale zvolen byl až o rok později a za tohoto svého prvního mandátu také působil jako místopředseda parlamentu. Zvolen pak byl ještě v letech 1875 a 1879. Pracoval také v místní vládě. V roce 1874 se stal členem aténské městské rady a tuto funkci si podržel čtyři následující volební období. V letech 1878 až 1887 byl jejím předsedou, pak byl zvolen starostou Atén, ale v roce 1891 rezignoval kvůli akutním finančním problémům města.

### Kultura
Byl prvním kurátorem parlamentní knihovny (1874 až 1887), za tu dobu se sbírky knihovny rozrostly ze zhruba 5000 svazků na 120 tisíc. Byl zakládajícím členem Historické a etnologické společnosti a v letech 1882 až 1887 jejím prvním předsedou. Byl také tajemníkem Hudební a dramatické společnosti a významně se podílel na pořádání Letních olympijských her 1896, když byl generálním sekretářem jejich organizačního výboru. Filimon také vydal knihu nazvanou Starosta (Ο Δήμαρχος), jeho překlad Starého města od Fustela de Coulanges vyšel až posmrtně.
Byl rovněž velmistrem řecké velké zednářské lóže.

## Úmrtí
Filimon zemřel na selhání srdce v Aténách 7. března 1898. Jeho pohřbu se zúčastnily mnohé významné osobnosti včetně premiéra Alexandrose Zaimise, ministrů a členů královské rodiny, a tisíce občanů.